# یواس‌اس ای‌تی‌ای-۲۱۶
یواس‌اس ای‌تی‌ای-۲۱۶ (به انگلیسی: USS ATA-216) یک کشتی بود که طول آن 194' 6" بود. این کشتی در سال ۱۹۴۴ ساخته شد.